# Bulbophyllum marudiense
Bulbophyllum marudiense là một loài phong lan thuộc chi Bulbophyllum.